# Chiara Margarita Cozzolani
Chiara Margarita Cozzolani (* 27. November 1602 in Mailand; † zwischen 4. Mai 1676 und 20. April 1678 ebenda) war eine italienische Nonne (Benediktinerin), Sängerin und Komponistin des 17. Jahrhunderts.

## Leben
Cozzolani wurde 1602 als jüngste Tochter einer wohlhabenden Kaufmannsfamilie in Mailand geboren. Welche Art der musikalischen Ausbildung sie erhielt ist nicht übermittelt, doch es lässt sich vermuten, dass schon früh musikalisch auffällig geworden ist. Ein berühmter Violinist wohnte bei ihrer Familie in der Nachbarschaft. Es ist gut möglich, dass sie von ihm Unterricht erhielt.
Sie trat in das Benediktinerkloster Santa Radegonda (gegr. um 870) ein, wo sie 1620 ihr Ordensgelübde ablegte und „Chiara“ als Ordensnamen annahm. Von 1658–60 und 1672–73 war sie Äbtissin und 1664 sowie 1671 Priorin des Klosters. In dem Kloster St. Radegonda erhielt Cozzolani eine umfassende Gesangsausbildung, hat aber möglicherweise auch schon als Kind Unterricht erhalten. Nach 1650 scheint Cozzolanis musikalische Produktivität nachgelassen zu haben, was teils auf ihre klösterlichen Pflichten, teils auf die ablehnende Haltung zur Klostermusik unter Erzbischof Alfonso Litta zurückging. Das hatte zur Folge, dass sie sich mehrfach in Gerichtsverhandlungen für ihre musikalischen Aktivitäten im Kloster erklären musste.
Die überlieferte Musik weist Cozzolani als eine der bedeutenden Komponisten Mailands in der Mitte des 17. Jahrhunderts aus. Ihre Duette und Soli aus den Concerti sacri zählen nach Ansicht von Robert L. Kendrick im New Grove zu den hervorragenden Beispielen des von Gasparo Casati geprägten lombardischen Stils. Diese Motetten zeichnen sich durch ausdrucksvolle, schnell vorgetragene Texte, Sequenzen, Melismen in ungleichmäßigen Abständen sowie parallele Terz-Intervalle aus. Ihre drei- und vierstimmigen Stücke hingegen gehen auf ältere Stile zurück. In der Marienvesper von 1650 wechseln sich Doppelchor-Antiphonen und konzertante Soli und Duette ab. Die im selben Werk veröffentlichten Concerti weisen einen vielseitigeren Stil als diejenigen von 1642 auf.

## Werke
- Primavera di fiori musicali. 1–4 Stimmen und Generalbass (Mailand 1640, verschollen)
- Concerti sacri. 2–4 Stimmen und Generalbass (Venedig 1642); O dulcis Jesu (1649)
- Scherzi di sacra melodia. 1 Stimme, Generalbass verschollen (Venedig 1648)
- Salmi à otto … motetti et dialoghi. 2–8 Stimmen und Generalbass (Venedig 1650)
- No, no no che mare. Arie (verschollen)